# Kommuna
Kommuna (rusky Коммуна) je záchranná loď ponorek námořnictva Ruské federace. Původně byla postavena pro ruské carské námořnictvo jako Volchov (rusky Вóлхов). Do služby byla přijata roku 1915. Po první světové válce a občanské válce ji získalo sovětské námořnictvo, které loď přejmenovalo na Kommuna. V jeho řadách plavidlo prošlo druhou světovou válkou. Po rozpadu Sovětského svazu plavidlo přešlo do inventáře nástupnického námořnictva Ruské federace. Navzdory stáří více než 100 let Kommuna zůstává v jeho výzbroji ještě roku 2022. Je to nejstarší plavidlo provozované ruským námořnictvem. Během své služby z moře vyzvedla více než 150 různých předmětů.

## Stavba

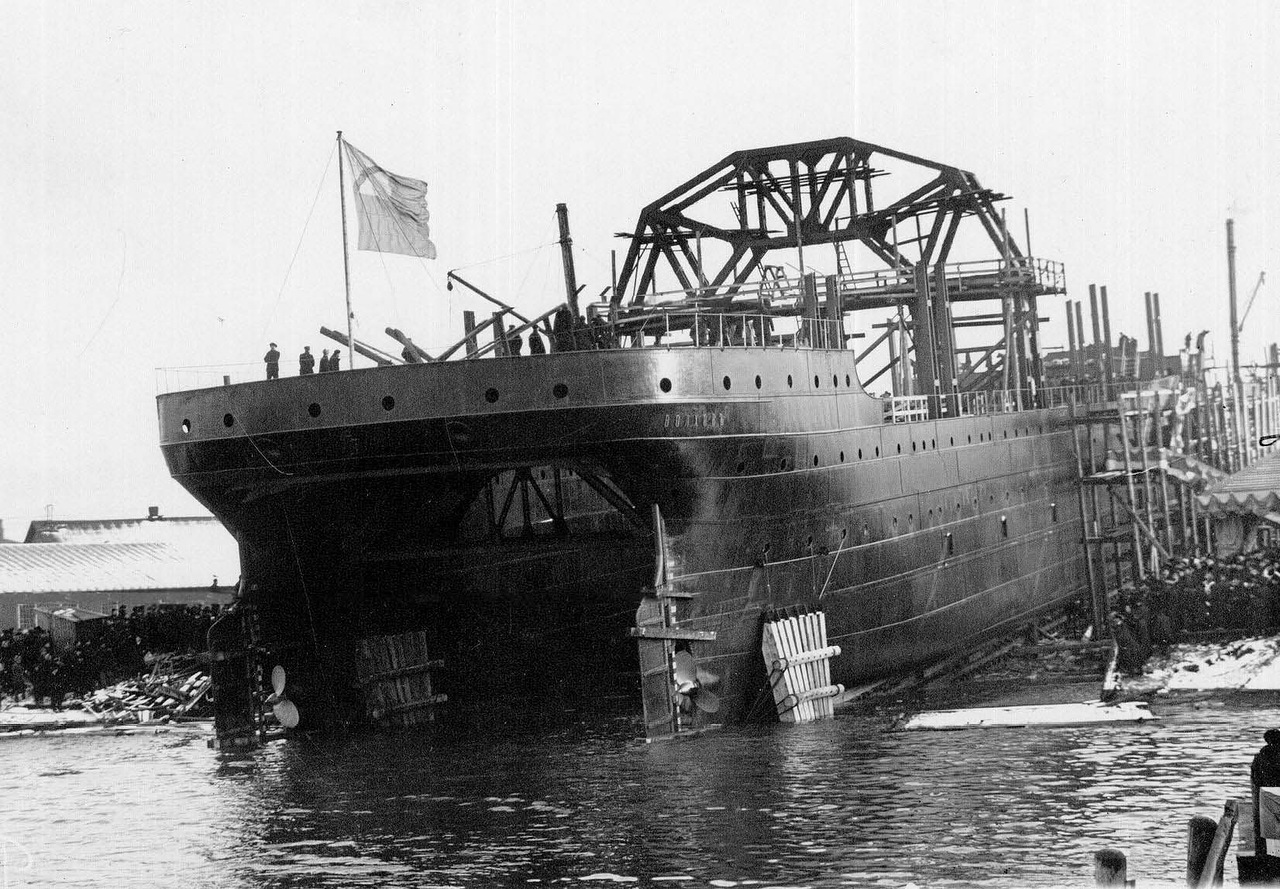
Volchov během spuštění na vodu

V roce 1909 ruský ponorkový kapitán V. A. Merkušov navrhl, aby námořnictvo získalo plavidlo podobné německé záchranné lodi ponorek SMS Vulkan (dokončena 1908). Toto plavidlo operovalo na Baltu a znali jej i ruští námořníci přebírající ponorky postavené pro carské námořnictvo německou loděnicí Germaniawerft. První ruská záchranná loď ponorek byla navržena roku 1911 loděnicí Putilovského závodu v Petrohradu. Její stavba byla zahájena 12. listopadu 1912 a na vodu byla spuštěna 17. listopadu 1913. Dne 14. července 1915 byla zařazena do Baltského loďstva.

## Konstrukce
Plavidlo má koncepci katamaránu. Do prostoru mezi trupy byly z moře vyzvedávány předměty a ztroskotané ponorky s výtlakem až 1000 tun. Loď přitom nenesla vlastní výzbroj. Velké moderní ponorky se již do prostoru mezi trupy nevejdou. Z plavidla proto operují podmořské drony, nebo hlubokomořské záchranné plavidlo projektu 1855 AS-28, schopné ponorů do hloubky až 1000 metrů. Pohonný systém tvoří dva diesely 6DR30/50 o výkonu 600 hp, pohánějící dva lodní šrouby s pevnými lopatkami. Nejvyšší rychlost dosahuje 8,5 uzlu. Dosah je 4000 námořních mil.

## Služba

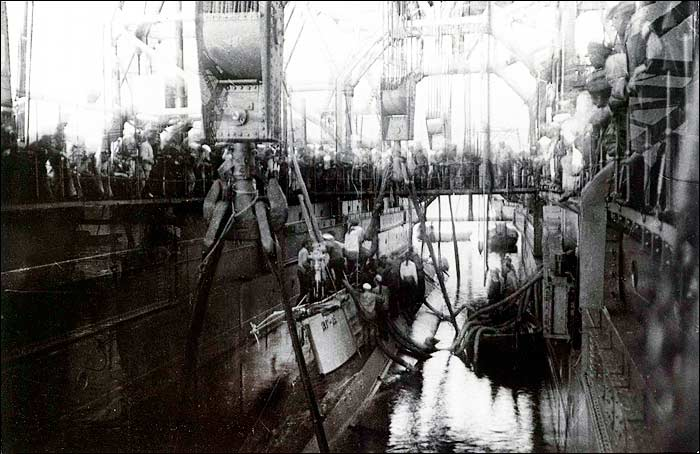
Volchov s vyzvednutou ruskou ponorkou AG 15

Za první světové války záchranná loď Volchov sloužila v Baltském moři. Byla využívána jako mateřská loď ponorek. Na palubě pro ně měla palivo, rezervní torpéda i ubikace pro jejich posádky. Za války navíc vyzvedla ruskou ponorku AG 15 a dále ponorku třídy Bars Edinorog. V roce 1919 vyzvedla ještě britskou ponorku HMS L55, která se potopila po kolizi s ruskými torpédoborci. Po ruské občanské válce plavidlo provozovalo sovětské námořnictvo. Dne 31. prosince 1922 bylo přejmenováno na Kommuna. Za druhé světové války bylo plavidlo využíváno k opravám sovětských ponorek.
Roku 1967 byla Kommuna převedena k Černomořskému loďstvu. Její základnou se stal Sevastopol. Roku 1974 byla vybavena pro nesení hlubokomořského záchranného plavidla AS-6 projektu 1832 Poisk-2. Dne 15. prosince 1974 AS-6 uskutečnila ponor do hloubky 2026 metrů. Roku 1984 se objevily plány na předání plavidla akademii věd, ale nakonec bylo ve službě ponecháno a prošlo modernizací. Roku 2009 byla Kommuna vybavena britskou miniponorkou Pantera Plus.
Dne 17. listopadu 2013 plavidlo oslavilo výročí 100 let od svého spuštění na vodu a o dva roky později století aktivní služby v námořnictvu.
V roce 2016 byla loď modernizována, aby mohla vykonávat práce na hlubokém moři, včetně zvedání ponorek a potopeného nákladu.

### Ruská invaze na Ukrajinu
Během probíhající ruské invaze na Ukrajinu využívala Černomořská flota loď k záchranným operacím. Například v dubnu 2022 v oblasti potopeného ruského raketového křižníku Moskva nebo v dubnu 2024 v případě velké výsadkové lodi Cezar Kunikov.
Dne 21. dubna 2024 Ukrajina napadla střelami Neptun ruskou námořní základnu v Sevastopolu. Mluvčí ukrajinského námořnictva Dmytro Pletenčuk následně uvedl, že při této akci byla Kommuna zasažena, začala hořet a není schopna další mise. Rozsah poškození ale neupřesnil. Následná analýza družicových snímků však neukázala žádné jasně viditelné známky poškození plavidla ukrajinským úderem.